# Luthrodes mindora
Luthrodes mindora is een vlinder uit de familie van de Lycaenidae. De wetenschappelijke naam van de soort werd in 1865 als Lycaena mindora gepubliceerd door Cajetan Freiherr von Felder en zijn zoon Rudolf Felder.

## Verspreiding
De soort komt voor in de Filipijnen (Mindoro) en Japan (Riukiu-eilanden).

## Waardplanten
De rups leeft op Cycas rumphii.

## Ondersoorten
- Luthrodes mindora mindora
- Luthrodes mindora kiamurae (Matsumura, 1910)